# 63528 Kocherhans
63528 Kocherhans este un asteroid din centura principală de asteroizi.

## Descriere
63528 Kocherhans este un asteroid din centura principală de asteroizi. A fost descoperit pe 13 august 2001 la Badlands (Dakota du Sud) de Ron Dyvig. Asteroidul prezintă o orbită caracterizată de o semiaxă mare de 3,00 ua, o excentricitate de 0,04 și o înclinație de 7,8° în raport cu ecliptica.